# Velitel čety (Hasičský záchranný sbor České republiky)
Velitel čety je pozice u Hasičského záchranného sboru České republiky. Velitel čety slouží ve 24hodinových směnách, jeho služební hodností je vrchní inspektor.

## Úkoly velitele čety

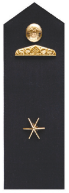
Hodnostní označení podporučík

Základním úkolem je řízení činnosti čety, řízení rozsáhlejších zásahů jednotek požární ochrany při řešení mimořádných událostí, zajišťování odborné přípravy a trvalé akceschopnosti čety, například:
- řídí činnost čety u zásahu, případně i další jednotky požární ochrany a spolupracuje se složkami IZS při likvidaci rozsáhlejších požárů, živelních pohromách a mimořádných událostech,
- koordinuje činnost složek IZS při zásahu,
- rozhoduje o nasazení speciální techniky u zásahu,
- vede dokumentaci jednotky PO, především zpracovává dokumentaci o zásahu,
- provádí a vede v rámci čety pravidelnou fyzickou přípravu,
- podílí se na odborné přípravě členů jednotek SDH obcí.

Velitel čety je přímým nadřízeným velitelů družstev. V rámci operačního řízení – tedy u zásahu – má velitel čety z centrální stanice velitelskou pravomoc nad veliteli čet z ostatních stanic.
U zásahu je označen červeným pruhem na zásahové přilbě a červeným čelním štítkem.

## Služební hodnost a hodnostní označení
Velitel čety je v rámci Hasičského záchranného sboru České republiky jmenován do služební hodnosti vrchní inspektor a náleží mu hodnostní označení podporučík.